# Kai Winding

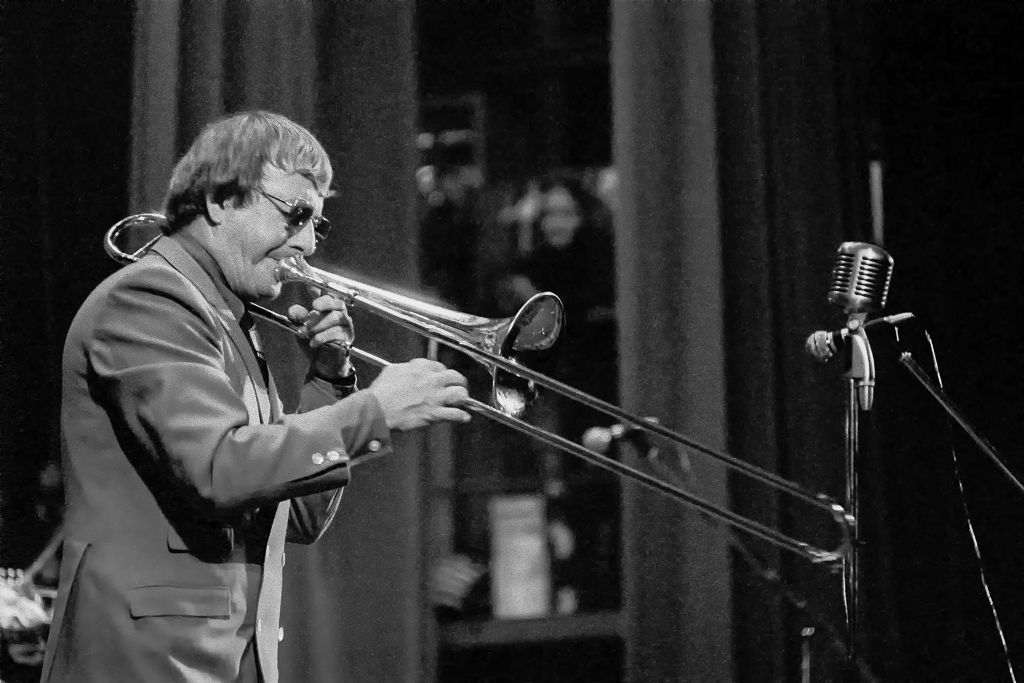
Kai Winding, 1971

Kai Chresten Winding (ur. 18 maja 1922 w Aarhus, zm. 6 maja 1983 w Yonkers) – amerykański puzonista i kompozytor jazzowy pochodzenia duńskiego.

## Życiorys
Jego rodzicami byli Ove i Jenny. Miał dwie siostry: Ann i Alice. W 1934 razem z rodziną przybył z Danii do Stanów Zjednoczonych.
Grą na puzonie zainteresował się podczas nauki w nowojorskiej Stuyvesant High School. W znacznym stopniu był samoukiem. Po ukończeniu w 1940 szkoły rozpoczął karierę zawodowego muzyka jako puzonista w zespole Shorty’ego Allena. Następnie przez krótki czas grał w orkiestrach Alvino Reya i Sonny’ego Dunhama, ponieważ po przystąpieniu Stanów Zjednoczonych do II wojny światowej wstąpił do Straży Przybrzeżnej USA. Przez trzy lata grał w orkiestrze wojskowej. W 1945 zakończył służbę i zatrudnił się w popularnym big-bandzie Benny’ego Goodmana. Następnie przeszedł do orkiestry Stana Kentona, w której grał jako solista w latach 1946–1947. Jego oryginalny sposób frazowania spowodował radykalną zmianę brzmienia sekcji dętej big-bandu. Przyniósł mu także rozgłos oraz wpłynął na grę wielu puzonistów. Brał udział w jam sessions, których efektem był nowy styl jazzu – bebop. W latach 1948–1949 grał z Taddem Dameronem oraz był członkiem jednego z nonetów Milesa, których nagrania złożyły się na historyczną dla jazzu płytę Birth of the Cool.
W latach 50. dużo występował i nagrywał. Współpracował m.in. z Sonnym Stittem, Billym Eckstine’em, Nealem Heftim, Woodym Hermanem i Chris Connor. W 1954 za sprawą producenta Ozziego Cadeny zgodził się na powołanie zespołu z dwoma wirtuozami puzonu, czyli nim i J.J. Johnsonem. Koncertowa i nagraniowa współpraca dwóch puzonistów trwała przez dwa lata i była odnawiana w latach późniejszych. W 1956 sformował septet złożony z czterech puzonów i sekcji rytmicznej.
W latach 60. i 70. nadal dużo koncertował i nagrywał. Często występował na festiwalach jazzowych. W 1963 nagrał swoją wersję utworu More, pochodzącego z filmu Pieski świat (Mondo cane). Utwór dotarł do ósmego miejsca na liście „Hot 100” tygodnika „Billboard”. W okresie 1971–1972 współpracował z supergrupą The Giants of Jazz, w której grali także Dizzy Gillespie, Sonny Stitt, Thelonious Monk, Al McKibbon i Art Blakey. Przez pewien czas pełnił funkcję dyrektora muzycznego w nowojorskich klubach „Playboya”.
W 1982 wystąpił na Aurex Jazz Festival w Japonii oraz Kool Jazz Festival w Nowym Jorku. Koncert w Wielkim Jabłku był jednym z jego ostatnich w tym mieście. Ponadto w swoim dorobku muzycznym miał także kilka podręczników gry jazzowej na puzonie
Zmarł wskutek zawału serca w szpitalu St. John’s Riverside w Yonkers. Był tam hospitalizowany z powodu guza mózgu. Miał 60 lat.

### Małżeństwo i dzieci
Był żonaty z Eleanor. Miał z nią czworo dzieci – dwie córki: Michele i Beverly, oraz dwóch synów: Kaia juniora i Jaia.

## Wybrana dyskografia
- 1945 Loaded (Savoy)
- 1951 Arrangements by Gerry Mulligan (Roost Records)
- 1953 J.J. Johnson – Kai Winding – Bennie Green – Willie Dennis – The Four Trombones... The Debut Recordings (Prestige)
- 1954
  - Jay & Kai (Savoy)
  - Kai and Jay, Bennie Green with Strings (Original Jazz Classics)
- 1955
  - J.J. Johnson – Kai Winding – Trombone For Two (Columbia)
  - K + J.J. (Bethlehem)
  - Kai Winding All Stars (Roost)
- 1956
  - An Afternoon at Birdland – Kai Winding and J.J. Johnson („X” Radio Corporation of America)
  - Jay & Kai + 6 – The Jay And Kai Trombone Octet (Columbia)
  - Dave Brubeck and Jay & Kai – At Newport (Columbia)
  - Brass Fever (Impulse!)
  - Trombone by Three – J.J. Johnson – Kai Winding – Benny Green (Prestige)
- 1957
  - Trombone Panorama – The Kai Winding Septet (Lone Hill Jazz)
  - A, B, C, D... Z – J.J. Johnson – Kai Winding (Columbia)
  - The Trombone Sound (Columbia)
  - Modern Jazz Spectacular – Kai Winding All-Stars (Jazztone)
- 1958
  - The Axidentals with the Kai Winding Trombones (ABC-Paramount)
  - The Swingin’ States (Columbia)
- 1959 Dance to the City Beat (Columbia)
- 1960 The Incredible Kai Winding Trombones (Impulse!)
- 1961
  - Kai Olé (Verve)
  - The Great Kai & J.J (Impulse!)
  - Brand New Swinging Together Again (MCA)
- 1962
  - Suspense Themes in Jazz (Verve)
  - The Great Kai Winding Sound (Harmony)
- 1963
  - More (theme from ’Mondo Cane’ – Kai Winding featuring Kenny Burrell lub Soul Surfin’ (Verve)
  - Solo (Verve)
- Kai Winding (Verve)
- 1964
  - Mondo Cane No. 2 (Verve)
  - Modern Country (Verve)
- 1965
  - Rainy Day (Verve)
  - The In Instrumentals (Verve)
- 1966
  - Dirty Dog (Verve)
  - More Brass (Verve)
- 1967 Penny Lane & Time (Verve)
- 1970 Stonebone (Verve)
- 1972 Newport in New York ’72 – The Jam Sessions – Vols 3 and 4 (Cobblestone)
- 1973 The Birdlanders (Everest Records)
- 1976 Danish Blue (Glendale Records)
- 1977
  - Caravan (Glendale)
  - Jazz Showcase (Gateway)
  - Lionel Hampton Presents Kai Winding (Good Time Records)
- 1978 Oleo (Pausa Records)
- 1979 Duo „Bones” – Kai Winding featuring Dino Piana (Red Records)
- 1980
  - Giant Bones '80 – Kai Winding – Curtis Fuller (Sonet Records)
  - Giants Of Jazz – Dizzy Gillespie, Sonny Stitt, Kai Winding, Thelonious Monk, Al McKibbon, Art Blakey (EmArcy Records)
- Kai Winding – Curtis Fuller – Giant „Bones” at Niece (Black & Blue Records)
- 1981 Trombone Summit – Mangelsdorff – Watrous – Wigham (MPS Records)
- 2004 Kai Winding & Carl Fontana’s Cleveland Express – The Complete Ohio Sessions (Lone Hill Jazz)

Zestawienie wg dat wydania płyt